# De hoefnagel
De hoefnagel is een sprookje uit Kinder- und Hausmärchen met volgnummer KHM184, opgetekend door de gebroeders Grimm. De oorspronkelijke naam is Der Nagel.

## Het verhaal
Een koopman heeft goede zaken gedaan op de jaarmarkt en gaat met goud en zilver op weg naar huis. Hij rust en wordt door een knecht gewaarschuwd, er ontbreekt een nagel in de hoef van de linkerachtervoet van het paard. De koopman heeft nog zes uur te gaan en rijdt door en rust later nogmaals. De knecht waarschuwt dat er ook een hoefijzer ontbreekt van de linkerachtervoet. De koopman wil het paard niet naar de hoefsmid brengen en rijdt door. Al snel begint het paard te hinken en te strompelen en breekt het een been. De koopman moet het paard achterlaten en de zware tassen naar huis slepen. Hij komt pas laat thuis en geeft de hoefnagel de schuld, "haastige spoed is zelden goed".

## Achtergronden bij het sprookje
- Het sprookje komt uit Büchlein für die Jugend (1834) van Ludwig Aurbacher.
- Ook in Luie Hein (KHM164) is de conclusie "haastige spoed is zelden goed".